# Церковь святителя Николая (Житенино)
Церковь святителя Николая (Церковь Николая Чудотворца) — православный храм Русской православной церкви в историческом селе Житенино Покров-Слободской волости Покровского уезда Владимирской губернии России. Ныне территория Орехово-Зуевского городского округа (до 2019 года — Орехово-Зуевского района) Московской области.

## История
О времени основания церкви сведений не сохранилось. Известно, что до постройки в 1839 году каменного храма, на его месте располагалась обветшавшая деревянная церковь построенная во имя святого Николая Чудотворца.
Построенный в 1839 году храм имел три престола: главный — во имя святого Николая Чудотворца, во имя святого Александра Невского и великомученика Иоанна Воина. Из икон особо чтимой прихожанами была икона Параскевы Пятницы. По местному преданию эта икона явилась в древности у источника, где впоследствии была устроена часовня. В девятую по Пасхе пятницу к часовне совершался крестный ход, водоосвящение и молебен. В церкви хранилось напрестольное Евангелие печати 1660 года, копии метрических книг с 1803 года, исповедные росписи с 1829 года.
Приход состоял из села Житенино и деревень Большая и Малая Дубна, Тепёрки, Трусово, Поточино, Бынино. В 1896 году в Житенинском приходе было 1088 душ мужского пола и 1253 женского, кроме того 47 раскольников.
В 1876 году в Житенинском приходе по штату полагалось причта — священник и псаломщик. На самом деле причт состоял из священника Петра Розанова, диакона на псаломщицкой вакансии Виктора Солярского, причетников Степана Взорова и Петра Добронадеждина.
В 1897 году церковный причт состоял из священника, диакона и псаломщика. На их содержание шёл доход от служб и треб (до 1600 рублей в год), от церковной земли до 200 рублей в год и процентов от причтового капитала (1223 рублей) — 48 рублей в год. Дома у членов причта были собственные на церковной земле. Земли при церкви пахотной было 30 десятин, лесу строевого и дровяного 3 десятин 630 сажен, болото и сенный покос 32 десятин 796 сажен, усадебной 1 десятина 1794 сажен, под кладбищем 252 сажени.
С 1922 по 1930 годы в Житенине служил новомученик протоиерей Николай Васильевич Поспелов (1885—1938 гг.). Он был учителем, рукоположён к храму села Заколпье Владимирской губернии, в 1930 года — в села Воскресенье, откуда его часто вызывали на допросы в город Киржач, в 1932 году недолго служил в Орехово-Зуевской церкви, летом 1932 года — в церкви села Пустое Поле (Шатурский район, в настоящее время села не существует), в 1934—1935 годы — в селе Каменка (ныне г. Электроугли), последним местом служения отца Николая было село Былово, где он был арестован 28 января 1938 года и 17 февраля расстрелян.
В 1995 и 1997 годах крестный ход и молебен совершали священник, хор и прихожане Иоанно-Богословского храма города Ликино-Дулёво.
В начале XX века в храме служили: Петр Розанов, Алексей Соболев и Алексей Лавров; последний по данным на 1911 год числился настоятелем храма. Один из последних служивших в храме иереев — новомученик Николай Поспелов (годы службы в житенинской церкви 1922—1930 годы).
Храм и школа закрыты в 1930-х годах. До 2007 года храм находился в аварийном состоянии. В последние годы исчезли стены трапезной, на половину высоты разобран алтарь. Храм восстанавливается, но не по старым чертежам, вместо трапезной — маленькое помещение без архитектурного стиля. Колокольня стала отдельно стоящей. Настоятель: игумен Гермоген (Ионин). Официальный адрес: Орехово-Зуевский р-н, д. Большая Дубна, ул. Зелёная, д. 1а.
В пятидесятые годы XX века рядом с храмом располагалась ракетная часть. В Житенино не было колодцев и за водой ездили к источнику, расположенному в двух километрах вверх по течению реки. В 2009 году на источнике проводились работы по отводу воды в купель, построенную в пятидесяти метрах от него. После освещения, естественный фильтр источника был нарушен и вода стала не пригодной для питья.